# James Jebbia
James Jebbia (New York, 22 luglio 1963) è un imprenditore e stilista inglese.
Jebbia è conosciuto per essere il fondatore dei negozi e del marchio Supreme.

## Primi anni
James Jebbia nacque negli Stati Uniti ma è di nazionalità britannica. All'età di un anno si trasferì a Crawley, nel West Sussex, prima di trasferirsi nuovamente negli Stati Uniti all'età di 19 anni. Suo padre, di nazionalità americana, faceva parte dello United States Air Force, mentre la madre, inglese, fu prima casalinga, poi insegnante. I genitori divorziarono quando aveva circa 10 anni.

## Carriera

Logo del marchio Supreme

Nel 1983, Jebbia si trasferì a New York, pagando $500 per un appartamento a Staten Island. Ottenne un lavoro al Parachute, un negozio di skate e vestiti sito a SoHo. 
Aprì nel 1989 il suo primo negozio, Union NYC, vendendo vari generi di marche di abbigliamento inglesi. Dal 1991 al 1994 lavorò insieme a Shawn Stussy, fondatore del marchio Stüssy.
Nel 1994, Jebbia fondò il marchio di abbigliamento e negozio Supreme, a Lafayette street, nel centro di Manhattan, New York
. Il marchio al giorno d'oggi ha 13 negozi nel mondo: uno a Los Angeles, Milano, Londra e Parigi,Berlino e due a New York, e sei in Giappone . È inoltre stato venduta per 2,1 Miliardi di Dollari a VF Corporation in 9 dicembre 2020.

## Vita privata
Jebbia è sposato con Bianca Jebbia con la quale ha avuto due figli. Vive a West Village, Lower Manhattan, a New York City .